# Stjepan I. Carigradski
Stjepan I. (grčki: Στέφανος; studeni 867. – 18. svibnja 893.) bio je bizantski plemić i patrijarh Carigrada (Konstantinopol) 886. – 893. Postao je patrijarh u dobi od 19 godina, kao nasljednik Focija I. Poznat je po pobožnosti te je slavljen u pravoslavlju kao svetac. 

## Obitelj
Stjepan je rođen u studenom 867. god. kao sin bizantske carice Eudokije Ingerine, čiji je muž bio bizantski car Bazilije I. Makedonac. Službeno, patrijarh Stjepan je bio sin cara Bazilija, ali je moguće da je Stjepanov biološki otac zapravo bio car Mihael III. Pijanica (Μιχαήλ), jer je Eudokija bila Mihaelova priležnica. Stjepanova braća su bila carevi Leon VI. Mudri i Aleksandar (III.). Car Bazilije dao je kastrirati Stjepana.